# Dina Haroun
Pour les articles homonymes, voir Haroun.
Dina Haroun (en arabe : دينا هارون), née le 24 décembre 1973 à Lattaquié et morte le 8 octobre 2018 à Damas, est une actrice de télévision syrienne.

## Biographie
Révélée grâce à la série satirique Maraya, de Yasser al-Azma, en 2000, elle joue ensuite dans plusieurs productions syriennes et internationales. 
Elle meurt d'une infection pulmonaire à l'hôpital universitaire Al Assad après une longue maladie.